# Mitsuyuki Yoshihiro
Mitsuyuki Yoshihiro (吉弘 充志?, Yoshihiro Mtsuyuki; Kudamatsu, 4 maggio 1985) è un ex calciatore giapponese, difensore.